# Police et Mystère
Police et Mystère est une collection de romans policiers publiée par les éditions Ferenczi & fils.

## Historique
La collection est créée en 1932. Elle est composée de deux séries : la première jusqu'en 1941 ; la seconde, après la Seconde Guerre mondiale, de 1952 à 1959. En 1941 sont publiés quatre titres dans la collection Police moderne, collection qui continue la numérotation de la première série.
La première série comporte quatre cent trente-six titres et la seconde cent trente-quatre (le numéro 134 n'est pas paru).

## Les titres de la collection

### Première série Police et Mystère
- 1 L'Énigme de la tête coupée de Henry de Golen
- 2 Les Yeux fantômes de Pierre Adam
- 3 X, l'infernal de René Poupon
- 4 Les Masques écarlates de Paul Dargens
- 5 Le Mystère de Primerose Cottage de Bart Cornil
- 6 La Poupée vivante de Marcel Priollet
- 7 L'Héritage sanglant de Géo Blakmussel
- 8 Le Poison mystérieux de René Schwaeblé
- 9 Le Pouce fendu de Georges Grison
- 10 Dzeu-roum de Georges Spitzmuller
- 11 L'Œil révélateur de Auguste Lescalier
- 12 Les Pirates de la route de Paul Dargens
- 13 Par le trou de la serrure de Marcel Priollet
- 14 Le Mystère du rapide 115 de André Charpentier
- 15 Complices de Henriette Leenhouder
- 16 La Mort dans l'ombre de Amaury Kainval
- 17 L'Homme au bandeau noir de H.R. Woestyn
- 18 L'Armoire sanglante de Luc d'Alsace
- 19 L'Écran révélateur de Marcel Priollet
- 20 Le Squelette d'Auteuil de Henry de Chazel
- 21 Un drame au dancing de Max-André Dazergues
- 22 Un cadavre sous les fleurs de Georges Grison
- 23 Le Saphir jaune de Jean-Louis Morgins
- 24 Z l'invisible de René Poupon
- 25 Les Noces de perles de André Mad
- 26 Le Passager de l'Insular de Jean de La Hire
- 27 Un secret dans un chapeau de Marcel Priollet
- 28 Kaï-nix de Georges Spitzmuller
- 29 La Singulière Aventure de Boris Nadel de Guy Vander
- 30 Le Spectre justicier de René Poupon
- 31 Le Sosie du bandit de René Schwaeblé
- 32 La Haine masquée de René Trotet de Bargis
- 33 Le Cercueil animé de Eugène Géral
- 34 Une fuite audacieuse de Pierre de Lannoy
- 35 Un bandit en habit noir de Fernand Peyré
- 36 L'Auberge du puits sans fond de Marcel Priollet
- 37 La Maison d'épouvante de René Poupon
- 38 Le Labyrinthe de la mort de Léopold Rémon
- 39 La Vengeance du matricule 342 de André Charpentier
- 40 Homme...ou Diable de René Valbreuse
- 41 Le Manoir aux sanglots de H.R. Woestyn
- 42 Dans l'express de Cherbourg de Paul Dargens
- 43 L'Étrange Cliente du Dr Pouget de H.R. Woestyn
- 44 L'Épingle qui tue de René Poupon
- 45 La Bande des foulards verts de Amaury Kainval
- 46 L'Assassin imprévu de André Charpentier
- 47 Lui ou l'autre ? de H.R. Woestyn
- 48 K.B.T.49 de Paul Dargens
- 49 Qui donc sème la mort ? de René Schwaeblé
- 50 Laquelle des deux ? de Xavier des Arcs
- 51 Une Ombre dans la nuit de René Poupon
- 52 Le Piège infernal de Amaury Kainval
- 53 L'Affaire du Central Hôtel de Joachim Renez
- 54 L'Ennemi caché de Jean Kerlor
- 55 Le Voleur détective de Jean Biso
- 56 Une fête qui finit mal de H.R. Woestyn
- 57 Les Compagnons de l'étoile rouge de Paul Dargens
- 58 L'Énigme de feu de H.R. Woestyn
- 59 Un appel dans les ténèbres de René Trotet de Bargis
- 60 L'Armoire sans fond de H. de Luray
- 61 Le Masque aux lunettes de Henri-G. Magog
- 62 La Décapitée de Meudon de Jean Floréal
- 63 La Note fatale de H.R. Woestyn
- 64 La Fiancée du détective de Paul Dargens
- 65 La Vivante Image de J. Claudaèl
- 66 Où est le cercueil ? de Georges Grison
- 67 La Noyée de l'île Seguin de René Trotet de Bargis
- 68 L'Homme du sombre manoir de Louis Frey
- 69 L'Énigme du building de Ch.M. Pierre-Pain
- 70 L'Homme à la balafre rouge de Paul Dargens
- 71 La Roche qui tourne de Marcel Vigier
- 72 La Voûte infernale de C. Fongrave
- 73 Les Morts qui tuent de Jean Bonnéry
- 74 L'Homme sans nom de Jean du Valbenoît
- 75 Le Papillon rouge de H. de Luray
- 76 Le Chauffeur de la 944-E-3 de Paul Dargens
- 77 Victime… ou bourreau ? de Louis Sollard
- 78 Le Bandit invisible de Jean Bonnéry
- 79 Le Silence fatal de René Trotet de Bargis
- 80 Le Drame du casino de Paul Dargens
- 81 Le Collier d'ébène de Marcel Vigier
- 82 X...le coupeur de mains de Jean Bonnéry
- 83 Le Dossier 84 de Paul Dargens
- 84 L'Affaire de l'obélisque de Pierre Blenod
- 85 Tu es un assassin de Henri de Graffigny
- 86 Le Trésor des deux crânes de Luc d'Alsace
- 87 Le Meurtre étrange du boulevard Carnot de René Poupon
- 88 L'Homme de la tour de Paul Dargens
- 89 Le Secret du molosse de Marcel Priollet
- 90 Vol et Crime de René-Paul Noël
- 91 L'Énigme de la maison blanche de Louis Sollard
- 92 Le Serpent d'or de Paul Dargens
- 93 L'Homme sans nom de Charles Grove
- 94 Le Rat musqué de Will By
- 95 L'Aiguille qui tue de Marcel Vigier
- 96 L'Enlèvement de Tom Herlowe de Paul Dargens
- 97 La Perle noire de Maurice Montsuzain
- 98 La Volonté du monstre de Louis Sollard
- 99 L'Auberge des sept spirites de Renaud Yves
- 100 Un cri dans la nuit de Paul Dargens
- 101 Les Trois Campanules bleues de Gilles Hersay
- 102 Les Treize Perles roses de Marcel Priollet
- 103 Nalitza la mystérieuse de Pierre de Lannoy
- 104 L'Homme du ravin de Fernand Peyré
- 105 Le Bandit fantôme de Guy Vander
- 106 Le Poison inconnu de H. de Luray
- 107 L'Empreinte fatale de Marcel Vigier
- 108 Dans la peau d'un autre de H.R. Woestyn
- 109 Enterré parmi les vivants de Paul Dargens
- 110 Abdo de Pierre de Lannoy
- 111 La Machine à rendre fou de Marcel Priollet
- 112 L'Houkami de Fernand Peyré
- 113 Le Rôdeur des ténèbres de Paul Dargens
- 114 Le Secret de la statue de Marcel Vigier
- 115 Lisberg & Cie de Guy Vander
- 116 Central-hôtel, chambre 13 de H.R. Woestyn
- 117 L'Avion noir de Charles Paquier
- 118 L'Agonie infernale de Paul Darcy
- 119 La Porte secrète de Jules de Gastyne
- 120 Le Diamant espion de René Schwaeblé
- 121 L'Armoire au cadavre de Jean Floréal
- 122 Les Frasques du décapité de Georges Grison
- 123 L'Angora meurtrier de H.R. Woestyn
- 124 Le Masque de mort de Paul Dargens
- 125 L'Étrange Criminelle de Lucien Bornert
- 126 La Rivière des diamants de Fernand Peyré
- 127 Un coup de poignard de Jean Kerlor
- 128 L'Homme noir de Pierre de Lannoy
- 129 Le Triangle noir de Paul Dargens
- 130 La Noyée du canal de Gabriel Paysan
- 131 Œil au judas de Jean Kerlor
- 132 Le Message du mort de Fernand Peyré
- 133 La Fontaine de Neptune de Paul Dargens
- 134 L'Esprit de la boîte aux lettres de Ange Arbos
- 135 Le Décapité vivant de Marcel Priollet
- 136 La Morte qui accuse de Jean Kerlor
- 137 La Pierre qui bouge de Marcel Vigier
- 138 Le Danger de l'ombre de Paul Dargens
- 139 Infernal City de Marcel Priollet
- 140 La Marque au front de Fernand Peyré
- 141 L'Index sanglant de Paul Dargens
- 142 La Chambre aux pendules de Jean Bonnéry
- 143 Tatouée ! de H.R. Woestyn
- 144 L'Homme aux cents visages de Paul Dargens
- 145 Les Yeux dans la bouteille de Marcel Priollet
- 146 Le Rideau meurtrier de Pierre de Lannoy
- 147 Les Quatre Cartes sanglantes de Jean Bonnéry
- 148 Le Disparu du bois de Marnay de Paul Dargens
- 149 Le Rayon invisible de René Schwaeblé
- 150 L'Épouvante de Henry de Golen
- 151 L'Étreinte dans la nuit de Charles Grove
- 152 Le Mort vivant de Jean de La Hire
- 153 Jim le tatoué de Max Mary
- 154 Le Puits qui parle de Paul Dargens
- 155 Les Treize Émeraudes de Pierre de Lannoy
- 156 Le Visage de lumière de Jean Bonnéry
- 157 Jacopo le forçat de Henry de Golen
- 158 L'Énigmatique Clownesse de Gabriel Paysan
- 159 Le Mort qu'on promène de René Schwaeblé
- 160 Les Feux mystérieux de Jules de Gastyne
- 161 L'Énigme de l’œil sanglant de Jean de La Hire
- 162 La Dame à l’œillet rouge de Georges Grison
- 163 Jacky, le clown de Paul Dargens
- 164 La Péniche rouge de Henry de Golen
- 165 La Banque mystérieuse de H.-J. Magog
- 166 Le Chiffre qui tue de Rodolphe Bringer
- 167 Le Ruban écarlate de Charles Grove
- 168 Le Testament du fantôme de H.-J. Magog
- 169 La Vengeance du mort de Georges Grison
- 170 Secret de la nuit de Paul Dargens
- 171 La Main de singe de H.R. Woestyn
- 172 Le Diabolique Enlèvement de H.-J. Magog
- 173 Un homme volatilisé de Rodolphe Bringer
- 174 Les Vagabonds de l'Ouest de Paul Dargens
- 175 Cercueils et Bandits de René Schwaeblé
- 176 Le Bouquet mystérieux de Emmanuel Fournier
- 177 L'Étrange Disparition du jockey Opkins de René Lemoine
- 178 Les Assassins fantômes de Georges Grison
- 179 Le Coup de dent fatal de H.R. Woestyn
- 180 Minuit quatorze de Jean-Louis Morgins
- 181 La Nuit rouge de Amaury Kainval
- 182 Crime et Sorcellerie de Jean Petithuguenin
- 183 Deux coups de foudre de Michel Nour
- 184 Un cri dans l'ombre de Ciska
- 185 Un crime dans la nuit de Paul Dargens
- 186 En plein mystère de Amaury Kainval
- 187 Le Visiteur invisible de Jean Petithuguenin
- 188 Le Rayon mortel de Michel Nour
- 189 L'Escalier de feu de H.-J. Magog
- 190 Le Film merveilleux de Michel Nour
- 191 La Vengeance du banquier de Paul Dargens
- 192 On frappe dans l'ombre de Amaury Kainval
- 193 Les Dérailleurs de trains de Jean Petithuguenin
- 194 La Barrette de diamants de Michel Nour
- 195 Le Trou de la pieuvre de H.-J. Magog
- 196 Le Suicide de Danyèle X. de René Trotet de Bargis
- 197 Cœur de bandit de Paul Dargens
- 198 Le Portrait aux yeux vivants de H.-J. Magog
- 199 Le Crime du mort de Rodolphe Bringer
- 200 Le Cachet magique de Amaury Kainval
- 201 L'Étrange Mariage de Lill Fresnel de Paul Dargens
- 202 La Périlleuse Attraction de H.-J. Magog
- 203 Le Mur accusateur de Michel Nour
- 204 L'Énigme des diamants de H.-J. Magog
- 205 L'Empoisonneuse de Paul Dargens
- 206 Dans la mâchoire d'acier de Jacques Saint-Michel
- 207 La Morte aux doigts coupés de Léo Gestelys
- 208 Le Crime du passage Fleury de Henri-Georges
- 209 Au poker d'as de Jean Normand
- 210 L'Énigme de la banque Oswald de Jean Namur
- 211 La Femme à l'épingle de verre de Roger Didonne
- 212 L'Étrange Secret du masque de Joe Golden
- 213 L'Auberge de la Bidassoa de Paul Dargens
- 214 Le Cercle des orchidées de Claude Valmont
- 215 La Mort au téléphone de Jean Laurent
- 216 Les Pavillons des célibataires de Robert Jean-Boulan
- 217 La Marque du gangster de Albert Dubeux
- 218 Meurtre du "Sequania" de Paul Dargens
- 219 L'Invraisemblable Mystère de Georges Fronval
- 220 La Potiche chinoise de André Charpentier
- 221 L'Énigme de la villa Darieux de René Duchesne
- 222 Sous le signe du serpent de Franck Romano
- 223 L'Affaire de la rue bleue de Paul Dargens
- 224 L'Inexplicable Vol de H.-J. Magog
- 225 Le Poignard javanais de Jean Normand
- 226 Meurtre au music-hall de Francis Furnes
- 227 Le Mystère de la villa jaune de Léopold Frachet
- 228 Le Crime du cinéaste de Paul Dargens
- 229 Le Disque qui accuse de André Charpentier
- 230 Les Deux Rivales de Jean Normand
- 231 Le Yacht tragique de Henry de Golen
- 232 La Pendule à 6 francs de Paul Maraudy
- 233 Au secours !... de Michel Darry
- 234 K.F.33-0-333 de Léopold Frachet
- 235 Le Jugement de la Tigresse de Albert Bonneau
- 236 Fantôme 43 de Gilles Hersay
- 237 Course par course de Fernand Petit
- 238 L'Étrangleur de André Charpentier
- 239 La Maison de la croix blanche de Claude Valmont
- 240 L'Énigme de Vaubernon de Paul Dargens
- 241 Le Manoir de la peur de Henry de Golen
- 242 Le Carquois d'Eros de Myriem
- 243 L'Homme à la gabardine de Paul Dargens
- 244 Le Collier de Vera Fairfax de Jean Voussac
- 245 La Cache secrète de H.R. Woestyn
- 246 Chantage de Paul Dargens
- 247 Les Cinquante-Trois Perles de Pierre Vaumont
- 248 Le Messager du diamantaire de Claude Ascain
- 249 Sept pilules blanches de Léopold Frachet
- 250 La Suicidée du Bois de Boulogne de Paul Dargens
- 251 La Mort de l'ingénieur de Géo Urfer
- 252 La Valise jaune clair de Claude Ascain
- 253 Jusqu'au bout du mystère de Léo Gestelys
- 254 En péril de Paul Dargens
- 255 La Maison du crime de Paul Maraudy
- 256 La Confrérie du scarabée de Claude Ascain
- 257 Le Flirt de Lady Mabel de Paul Dargens
- 258 Drame à 100 à l'heure de André Charpentier
- 259 La Double Gageure de Claude Ascain
- 260 La justice triomphe du crime de Paul Dargens
- 261 L'Aventure sur la route de Claude Ascain
- 262 Tchang, le mercanti de H.R. Woestyn
- 263 Le Décapité du "Londres Plymouth" de Louis-Roger Pelloussat
- 264 Le Drame des Aubiers de Paul Dargens
- 265 Le Secret du porte-carte de Claude Ascain
- 266 La Taverne du vieux matelot de Jean Normand
- 267 Le Cambriolage de Sermoize de Paul Dargens
- 268 La Maison des morts vivants de Léopold Frachet
- 269 La Bande des chapeaux gris de Claude Ascain
- 270 La Serviette de maroquin bleu de Robert Jean-Boulan
- 271 L'Affaire du Stradivarius de Ernest Richard
- 272 L'Enlèvement de Maryse de Paul Dargens
- 273 Le Visiteur invisible de Claude Ascain
- 274 L'Insaisissable Geoffrey de Albert Dubeux
- 275 Le Stylet d'argent de André Charpentier
- 276 L'Homme à la barbiche grise de Gilles Hersay
- 277 La Flaque de sang de Léo Gestelys
- 278 Le Pendentif de l'Américaine de Claude Ascain
- 279 De l'amour au crime de Paul Dargens
- 280 Le Crime du Royal-Palace de René Duchesne
- 281 L'Homme traqué de Claude Ascain
- 282 L'Agence "Euréka" de Jean Normand
- 283 La Piste introuvable de Maurice de Moulins
- 284 Dans la nuit d'octobre de Paul Dargens
- 285 Les Douze Émeraudes de Claude Ascain
- 286 Le Mystère du paquebot de Henry de Golen
- 287 Le Tombeau sous les ifs de Louis-Roger Pelloussat
- 288 La Combe au Diable de Max-André Dazergues
- 289 L'Énigme du portrait de Claude Ascain
- 290 Le Mystère d'une nuit de Noël de Léo Gestelys
- 291 Une histoire de chèque de Paul Dargens
- 292 L'Étreinte du soupçon de Willie Cobb
- 293 Le Ricanement dans la nuit de Claude Ascain
- 294 Au kilomètre 29 de Paul Dargens
- 295 L'Œil de verre de Louis-Roger Pelloussat
- 296 Le Mort du zoo de Albert Bonneau
- 297 La Curieuse Affaire Mansfield de Claude Ascain
- 298 Un drame au pays des cigales de Léopold Frachet
- 299 L'Inoubliable Nuit de André Charpentier
- 300 Le Secret du "Coin tranquille" de Claude Ascain
- 301 Le Mystère d'en face de H.R. Woestyn
- 302 Le Masque du diable de Robert Jean-Boulan
- 303 Un drame dans l'autobus de Paul Dargens
- 304 Le Ballet des Incas de Jean Voussac
- 305 Le Mystère du rubis de Claude Ascain
- 306 Drame à Montmartre de Paul Dargens
- 307 Document secret de René  Duchesne
- 308 Le Crime du reporter de Léo Gestelys
- 309 Les Bijoux de Mme Dorfing de Claude Ascain
- 310 Le Spectre de la morte de Paul Dargens
- 311 Le Drame de la loge bleue de André Charpentier
- 312 L'Aiguille de phono de Jean Normand
- 313 Le Rendez-vous sur la plage de Claude Ascain
- 314 Du sang sur la lande de Jean Laurent
- 315 La Mariée disparue de Gilles Hersay
- 316 Le Crime des Brières de Paul Dargens
- 317 L'Homme suspect de Claude Ascain
- 318 Un cadavre sur une route de Gustave Gailhard
- 319 Le Fantôme qui tue de André Charpentier
- 320 La Disparue de minuit trente de René Virard
- 321 Dix jours de sursis de Claude Ascain
- 322 Fred le diabolique de Paul Dargens
- 323 Le Diamant de Shangaï de Georges Fronval
- 324 Un fantôme galant de Maurice Courtangy
- 325 La Vieille Demoiselle de Claude Ascain
- 326 Le Secret de la folle de Paul Dargens
- 327 Le Père "la poisse" de Jean Normand
- 328 Markoff l'homme qui voulait faire sauter la Terre de Charles Marcellus
- 329 Le Fauteuil de tapisserie de Claude Ascain
- 330 Kidnapping de Paul Dargens
- 331 L'Inspecteur Maupuy à Changaï de Louis-Roger Pelloussat
- 332 Le Chien de M. Gallard de Gilles Hersay
- 333 Trois Enlèvements de Claude Ascain
- 334 Le Pic de la dent du chat de Paul Dargens
- 335 La Séquestration de Jacob Swaal de Pierre d'Aurimont
- 336 Le Cadavre au fil de l'eau de Jean d'Yvelise
- 337 La Mystérieuse Cachette de Claude Ascain
- 338 Derrière le rideau rouge de Paul Dargens
- 339 Les Yeux de Brahma de Louis-Roger Pelloussat
- 340 Le Cinquième Crime de Jean Normand
- 341 La Dernière Aventure de Jack Desly de Claude Ascain
- 342 Les Joyaux de Lady Grace de Paul Dargens
- 343 L'âme habite le crâne de Max-André Dazergues
- 344 Le Fauteuil de fer de Pierre d'Aurimont
- 345 L'Invisible Grand-Maître de Claude Ascain
- 346 Triste Affaire de Paul Dargens
- 347 Un as de la police de Léopold Frachet
- 348 Les Perles mortelles de Pierre d'Aurimont
- 349 Alerte à la banque de Claude Ascain
- 350 Le Studio sanglant de Paul Dargens
- 351 La mort vous parle de André Charpentier
- 352 Le Testament de Mlle Parville de Jean d'Yvelise
- 353 Les Fauves humains de Claude Ascain
- 354 La Bande des pirates de Louis-Roger Pelloussat
- 355 Les Fugitifs  de Paul Dargens
- 356 La Fille inconnue de René Virard
- 357 L'Antre de la drogue de Claude Ascain
- 358 Les Voleurs de poison de Jean Normand
- 359 L'Affaire de l'Aquitaine de Paul Dargens
- 360 Une balle en plein cœur de Paul Maraudy
- 361 L'Énigme du train de Brest de Claude Ascain
- 362 L'Homme à la cicatrice de Paul Dargens
- 363 La Taxi Girl n°13 de Jacques Chambon
- 364 Toujours lui ! de Claude Ascain
- 365 Une affaire suspecte de Paul Dargens
- 366 La Dernière Victime  de Paul Tossel
- 367 Le Tueur de Rangston de Michel Darry
- 368 Le Dossier X de André Charpentier
- 369 Le Mystère du dépôt d'armes de Claude Ascain
- 370 Le Gangster masqué de Paul Dargens
- 371 Sept Meurtres de Anne Clouet
- 372 L'Énigme du XXe siècle de Pierre d'Aurimont
- 373 Le Repaire de Roncerac de Claude Ascain
- 374 La Mystérieuse Femme blonde de Paul Dargens
- 375 Les Deux Mortes de Castillac de Paul Maraudy
- 376 Les Gangsters de Paris de René Duchesne
- 377 L'Étrange Dr Nattlife de Claude Ascain
- 378 L'Affaire du mort sans tête de René Duchesne
- 379 L'Énigme du pont d'Argenteuil de Charles Forge
- 380 La Croisière du "Merrybirb" de Louis-Roger Pelloussat
- 381 La Voyageuse du rapide Paris-Marseille de Claude Ascain
- 382 Le Duel du IIIe acte de André Charpentier
- 383 Les Trafiquants de la mort de Jean Normand
- 384 L'Affaire du "Verdun" de Paul Dargens
- 385 La Fournaise infernale de Claude Ascain
- 386 Dans la rame 1354 de Paul Dargens
- 387 La Loi du Sud de Charles Marcellus
- 388 J'ai été tuée par... de André Charpentier
- 389 L'Énigme de la tête masquée de Claude Ascain
- 390 L'Affaire du Bureau central de Jacques Chambon
- 391 Le Spectre de Jerry Cross de Pierre d'Aurimont
- 392 À bout portant de Paul Dargens
- 393 Un prince a été enlevé de Claude Ascain
- 394 Le Tueur de femmes de Léo Gestelys
- 395 L'Étrange M. Bruce de Albert Dubeux
- 396 La Minute tragique de André Charpentier
- 397 Le Groupe du Serpent noir de Claude Ascain
- 398 Les Trois Clous d'or de Albert Bonneau
- 399 Les Diamants sanglants de Michel Darry
- 400 Le Mystérieux Exécuteur de René Duchesne
- 401 Une bande ou un homme de Pierre d'Aurimont
- 402 Nuit de bal de Paul Dargens
- 403 Le Grand-Maître à Monte-Carlo de Claude Ascain
- 404 K.O. dans la nuit de René Virard
- 405 La Déchéance du marquis de Paul Dargens
- 406 Hors de combat de Claude Ascain
- 407 L'Homme du Cap de Paul Dargens
- 408 La Capture du grand maître de Claude Ascain
- 409 Le Secret du veilleur de nuit de Claude Ascain
- 410 Le Fantôme blanc de Paul Dargens
- 411 Le Cadavre de l'Inspecteur de Maurice de Moulins
- 412 La Femme au loup d'or de André Charpentier
- 413 La Marque bleue de Paul Dargens
- 414 La Bande des insaisissables de René Duchesne
- 415 Monsieur le marquis a disparu de Étienne Retterdy
- 416 Le Domino vert de Robert Jean-Boulan
- 417 Première affaire de l'Inspecteur de Claude Ascain
- 418 Brigitte, secrétaire de Paul Dargens
- 419 L'Affreuse Vision de Jean Laurent
- 420 Le Mort de l'autre nuit de Paul Maraudy
- 421 L'Aventure du millionnaire de Claude Ascain
- 422 Trois Suspects de Anne Clouet
- 423 Le Sorcier de Harlem de Maurice de Moulins
- 424 Noyé à l'aube de Charles Marcellus
- 425 Vingt-quatre heures trop tôt de Claude Ascain
- 426 L'Explosion du téléphérique de Jean Voussac
- 427 Les Voleurs de radium de Anne Clouet
- 428 La Morte du taxi de Claude Ascain
- 429 Meurtre au quartier latin de Georges Aubrienne
- 430 La Dernière Lettre de Paul Dargens
- 431 Disparue ! de Claude Ascain
- 432 Un mort dans mon lit de Paul Maraudy
- 433 Le Mort sur le banc de Claude Ascain
- 434 L'Oubliette de Jean Voussac
- 435 Les Trois Épreuves de Albert Dubeux
- 436 Les Chevaliers de la terreur de René-Marcel de Nizerolles

### Les titres de Police moderne
- 437 Le Secret du puits de Claude Ascain
- 438 Le Collier de l'impératrice de Tobert Jean-Boulan
- 439 Cherchez la femme de Paul Maraudy
- 440 Celle qui voulut mourir de Willie Cobb

### Seconde série Police et Mystère
- 1 L'Espion HY 29 de Alain Martial
- 2 Le Robot fantôme de Ange Arbos
- 3 La Valise jaune clair de Claude Ascain
- 4 L'Étrange Secret du masque de Joe Golden
- 5 Les Trois Épreuves de Albert Dubeux
- 6 Le Document introuvable de Alain Martial
- 7 Le Domino vert de Robert Jean-Boulan
- 8 La Double Gageure de Claude Ascain
- 9 Un appel dans la nuit de Léo Gestelys
- 10 Le Mystérieux Exécuteur de René Duchesne
- 11 La Combe au pendu de Paul Tossel
- 12 L'Écharpe de Batik de Gilles Hersay
- 13 La Brigade noire de Alain Martial
- 14 Le Visiteur invisible de Claude Ascain
- 15 Le Mystère du calvaire de Robert Jean-Boulan
- 16 Le Secret du juge Marner de Louis-Roger Pelloussat
- 17 L'Énigme de la Wallenstein de Alain Martial
- 18 La Dernière Victime de Paul Tossel
- 19 Celui qui savait de Willie Cobb
- 20 L'Énigme du portrait de Claude Ascain
- 21 Les morts se vengent de Étienne Retterdy
- 22 L'Ennemi secret de Alain Martial
- 23 L'Étrange Crime de Joe Golden
- 24 Le Manoir de l'épouvante de Louis-Roger Pelloussat
- 25 L'Aiguille du monastère de Gilles Hersay
- 26 Le Trèfle de sang de Jacques Saint-Michel
- 27 La Fournaise infernale de Claude Ascain
- 28 La Croisière du "Merrybirb" de Louis-Roger Pelloussat
- 29 L'Ange des ténèbres de Alain Martial
- 30 Monsieur le marquis a disparu de Étienne Retterdy
- 31 La Vengeance du forçat de Louis-Roger Pelloussat
- 32 Le Secret du porte-carte de Claude Ascain
- 33 L'Homme à la mitraillette de Albert Bonneau
- 34 L'Attentat de Saint-Nazaire de Alain Martial
- 35 Les Yeux qui tuent de Félix Celval
- 36 Le Musée de la terreur de Maurice de Moulins
- 37 L'étranglé me fait la vie dure de J.-R. Hautefort
- 38 Le Domino de velours mauve de Jacques Chambon
- 39 Les Bijoux de Mme Dorfing de Claude Ascain
- 40 Le Décapité du "Londres Plymouth" de Louis-Roger Pelloussat
- 41 Sérénade à la mort de Léopold Massiera
- 42 La Terreur du Michigan de Albert Bonneau
- 43 Jim Parker, cambrioleur de Jean Voussac
- 44 L'Énigme de la tête masquée de Claude Ascain
- 45 Le Mort du zoo de Albert Bonneau
- 46 La Taxi girl n°13 de Jacques Chambon
- 47 Le Vol des plans de Alain Martial
- 48 Le Club des étranglés de Jean Voussac
- 49 Les Deux Mortes de Castillac de Paul Maraudy
- 50 L'Auberge des sept esprits de Yves Renaud
- 51 Le Tueur de femmes de Léo Gestelys
- 52 Tante Anna joue aux dominos de J.-R. Hautefort
- 53 La Secte des martyrs de Jacques Chambon
- 54 Un fantôme galant de Maurice Courtangy
- 55 Le Crime de Ker soleil de Willie Cobb
- 56 Le Bijoutier de Berlin de Alain Martial
- 57 Le Rendez-vous sur la plage de Claude Ascain
- 58 La Voyageuse épouvantée de Patrick Vander
- 59 Le feu s'éteindra deux fois de Regina Flying
- 60 Une fille m'attendait de Louis Ravel
- 61 Et que ça saute ! de René Poupon
- 62 Article 75 de Alexandra Pecker
- 63 L'Étrange Supplice de Maurice Limat
- 64 La Mystérieuse Doctoresse de Alain Martial
- 65 On a pris les papiers du mort de Patrick Vander
- 66 Deux voyageurs pour Pékin de Andy Logan
- 67 Quel travail ! de J.-R. Hautefort
- 68 La Chanson qui tue de René Poupon
- 69 Les Yeux du vampire de Max-André Dazergues
- 70 Un crime dans la lande de G.-L. de Nergys
- 71 Faux Tableaux de Géo Luce
- 72 Le Troisième Crime de Alexandra Pecker
- 73 Fameux Alibi de R. & R. Borel-Rosny
- 74 Le môme était dans la caisse de Plunckett
- 75 Shampooing au vitriol de Mick Steelman
- 76 Un poignard dans la gorge de René Poupon
- 77 Le gars était noir de Joan Dull
- 78 Ne riez pas, Mesdames ! de R.R. Borel-Rosny
- 79 Pas de quartier de Éric Ruthless
- 80 Une corde, et serrez dur de Lyver
- 81 Le troisième est le mort de P.A. Logan
- 82 La lune brille pour tout le monde de J.-R. Hautefort
- 83 Meurtre d'un vampire de Maurice Limat
- 84 L'Énigme du pirate jaune de Louis-Roger Pelloussat
- 85 Le Cargo des sept cadavres de Pierre Chatel
- 86 Un meurtre sur le dos de Louis Ravel
- 87 Prenez garde à la signature de Roger Noval
- 88 Meurtres par procuration de J.-R. Hautefort
- 89 L'Étrange Destinée de Buster Crame de Paul Tossel
- 90 Le Venin de Bala-Busu de Pierre Chatel
- 91 La Mort du Florida de Max-André Dazergues
- 92 Édition spéciale de Tony Guildé
- 93 C'est pour ce soir de R.R. Borel-Rosny
- 94 On a volé le ministre de Serge Alkine
- 95 Bagarre autour d'un rapt de Claude Ascain
- 96 Pavillons en banlieue de Roger Noval
- 97 La mort est dans les cartes de R.R. Borel-Rosny
- 98 Qui est Mario ? de Henri Nova
- 99 Exécution sans bavure de Manuel Florent
- 100 Ne jouez pas au détective de Tony Guildé
- 101 Aux limites de l'angoisse de J.M. Flanigham
- 102 Salut vieux frère ! de Handecault
- 103 Une affaire de tout repos de Alexandra Pecker
- 104 Mort aux mariées de R.R. Borel-Rosny
- 105 La Banque de la mort de Serge Alkine
- 106 Je connais l'assassin de Tony Guildé
- 107 Trois bas de nylon de Charles Richebourg
- 108 Fric-frac chez Gloria de Henri Nova
- 109 Crime...ou folie de Handecault
- 110 L'Étrange Danielle de Claude Ascain
- 111 Danses au son du colt de Paul Tossel
- 112 Un vrai jeu de massacre de Tony Guildé
- 113 Travaux d'aiguille de Roger Noval
- 114 Le Drame de Manor house de Henri Penthièvre
- 115 Le Mystère de l'abbaye de Michel Soler
- 116 Pas pour dames seules de Henri Nova
- 117 La mort descend du 5e de Alexandra Pecker
- 118 Le Meurtre du G7 de Handecault
- 119 Une belle vie de mort de Serge Alkine
- 120 Échec à la dame de Charles Richebourg
- 121 Le tueur manque à l'appel de Elton Jones
- 122 Trop d'arsenic tue de Hans Black
- 123 Pas de preuves de Handecault
- 124 Mort deux fois de J.A. Flanigham
- 125 La Bande à Ketner de Alain Martial
- 126 Jeux dangereux de J.A. Flanigham
- 127 Trop de suspects de Charles Richebourg
- 128 Un flic, la nuit de Louis Ravel
- 129 Le mort a parlé de Serge Alkine
- 130 Double Traîtrise de J.M. Flanigham
- 131 Cascade sanglante de Charles Richebourg
- 132 Assurances tous risques de F.A. Wheeler
- 133 Morte à jamais de J.A. Flanigham
- 135 Mi-carême sanglante de J.M. Flanigham